# Edmund Kirby Smith
Edmund Kirby Smith (ur. 1824, zm. 1893) – amerykański zawodowy oficer i wykładowca. Służył jako generał w Armii Konfederacji podczas wojny secesyjnej. Wyróżnił się dowództwem nad Departamentem Trans-Missisipi, po upadku Vicksburga.
Po wojnie pracował w przemyśle telegraficznym i kolejowym; wykładał także w college’u.

## Życiorys
Smith urodził się w St. Augustine na Florydzie w rodzinie Josepha Lee Smitha i Frances z domu Kirby. Oboje rodzice pochodzili z Connecticut i przenieśli się na Florydę w 1821 r., na krótko po tym, jak Joseph został sędzią federalnym.
W 1836 rodzice posłali syna do wojskowej szkoły z internatem w Wirginii, do której uczęszczał aż zdał do West Point w Nowym Jorku.
1 lipca 1841 Smith wkroczył w progi West Point, ukończył ją zaś cztery lata później jako 25 z 41 kadetów. Studiując został ochrzczony przezwiskiem „Seminol” od stanu rodzinnego. 1 lipca 1845 r. został mianowany brevet podporucznikiem i przydzielony do 5 Regimentu Piechoty. Prawie rok później, 22 sierpnia, służąc już w 7 Regimencie Piechoty, awansował na pełnego podporucznika.

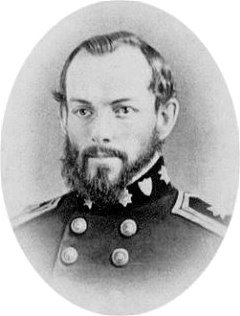
Edmund Kirby Smith jako oficer US Army

Podczas wojny amerykańsko-meksykańskiej służył pod generałem Zacharym Taylorem w bitwach pod Palo Alto oraz Resaca de la Palma. Jako podwładny generała Winfielda Scotta został mianowany porucznikiem za postawę pod Cerro Gordo oraz kapitanem za Contreras i Churubusco. Jego straszy brat, Ephraim, kapitan armii regularnej, służył razem z nim w 5 Regimencie w obu kampaniach, jednak zmarł z powodu ran otrzymanych pod Molino del Rey w 1847 roku.
Po wojnie, Smith służył jako kapitan 2 Regimentu Kawalerii w Teksasie równocześnie wykładając na West Point. 13 maja 1859 roku został ranny w łydkę podczas wojen z Indianami w Dolinie Nescutunga. Kiedy Teksas dokonał secesji, Smith, wówczas już major odmówił poddania dowodzonego przez siebie Camp Colorado siłom pułkownika Benjamina McCullocha. 31 stycznia 1861 zrezygnował z patentu oficera armii amerykańskiej i dołączył do sił Konfederacji 6 kwietnia.

### Wojna secesyjna
16 marca 1861 roku Smith dołączył do wojsk Konfederacji jako major regularnej artylerii, po czym został przeniesiony do kawalerii z natychmiastowym awansem na podpułkownika. Przesłużywszy pewien czas jako generał adiutant gen. bryg. Josepha Egglestona Johnstona podczas walk w dolinie Shenandoah został 17 czerwca awansowany na generała brygady i objął dowództwo nad brygadą armii Shenandoah. Prowadził ją w bitwie nad Bull Run 21 lipca. Poważnie raniony w szyję i bark, odzyskiwał siły dowodząc Departamentem środkowej i wschodniej Florydy. Do służby powrócił 11 października, już jako generał dywizji w armii Północnej Wirginii.
W lutym 1862 Smith został wysłany na zachód, aby objąć dowodzenie na Armią Wschodniego Tennessee. Współpracując z gen. Braxtonem Braggiem podczas inwazji na Kentucky odniósł zwycięstwo pod Richmond 30 sierpnia. 9 października został ponownie awansowany, tym razem na generała armii, zostając dowódcą korpusu w armii Tennessee. Smith otrzymał także oficjalne podziękowania od Kongresu 17 lutego 1864 roku, za działania pod Richmond.

#### Departament Trans-Missisipi
14 stycznia 1863 roku Smith został przeniesiony do Departamentu Trans-Missisipi(składającego się z Arkansas, zachodniej Luizjany i Teksasu), pozostają już do końca wojny na zachód od Missisipi. Większość czasu spędzał w Shreveport w Luizjanie. Kiedy siły generała Granta zacieśniały krąg wokół rzeki Smith postanowił interweniować. Jednakże jego departament nigdy nie miał więcej jak 30 000 ludzi, rozlokowanych na bardzo wielkim terytorium, przez co nie był w stanie zebrać wystarczających sił by zagrozić Grantowi, czy też US Navy, stacjonującej na rzece.

Departament Trans-Missisipi, „Kirbysmithostwo”; na mapie zaznaczona również nieudana inwazja na Missouri Price’a

Po zdobyciu kolejnych twierdz przez siły Unii, pod Vicksburgiem i Port Hudson, Smith został odcięty od stolicy Konfederacji w Richmond, zaś zarządzane przez niego tereny stały się właściwie odrębnym tworem politycznym, nazywanym na południu „Kirby Smithdom”.

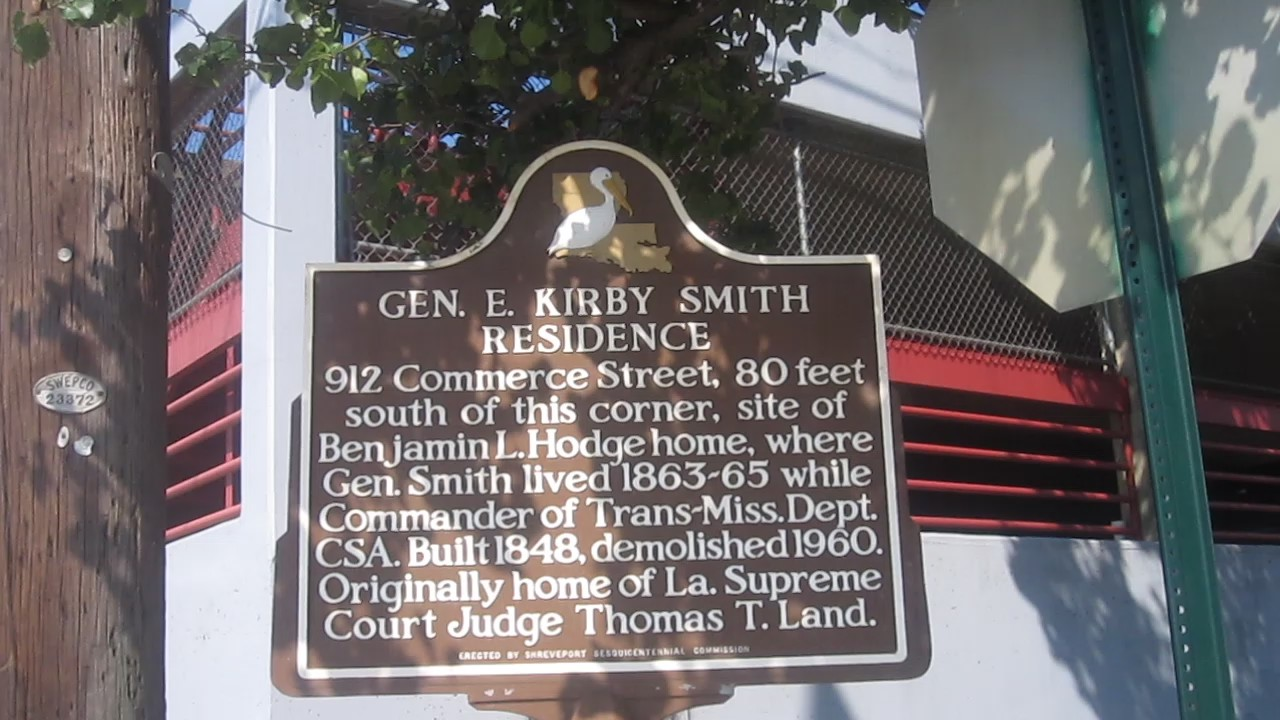
Rezydencja Smitha w Shreveport podczas Kampanii Red River w 1864.

Wiosną 1864 roku gen. br. Richard Taylor, bezpośredni podwładny Smitha sromotnie pobił Nathaniela Prentice’a Banksa pod Mansfield, podczas kampanii Red River. Po bitwie pod Pleasant Hill 9 kwietnia, Smith dołączył do Taylora i wysłał połowę jego sił, Greyhoundy Walkera, pod dowództwem Johna George’a Walkera na północ, celem odparcia najazdu gen. dyw. Fredericka Steele’a na Arkansas. Ta decyzja, której Taylor był całkowicie przeciwny, doprowadziła do wrogości pomiędzy oboma oficerami.
Dzięki wyparciu wroga Smith miał wolną rękę by wysłać posiłki do wschodniego Missisipi, jednakże, jak zdarzyło się to wcześniej przy okazji Vicksburga, marynarka wojenna Unii kontrolowała rzekę, uniemożliwiając jego zamysły. Zamiast tego posłał gen. dyw. Sterlinga Price’a z całą dostępną kawalerią na, jak się później okazało nieudaną, inwazję na Missouri. Od tego momentu wojna na zachodzie przerodziła się w szereg nieznaczących najazdów i walki partyzanckiej. 26 maja 1864, pełny już wtedy generał Smith (d 19 lutego) poddał swój departament i zostawiwszy niewielkie siły zbiegł na Kubę przez Galveston i Meksyk, obawiając się kary za zdradę. 14 listopada 1865 roku, amnestionowany powrócił.

### Kariera powojenna
Po wojnie Smith aktywnie pracował w przemyśle telegraficznym oraz edukacji. Od 1866 do 1868 był prezydentem Atlantyckiej i Pacyficznej Kompanii Telegraficznej (ang. Atlantic and Pacific Telegraph Company). Kiedy to przedsięwzięcie spełzło na niczym, otworzył szkołę przygotowawczą w New Castle. W 1875 opuścił to stanowisko by zostać profesorem matematyki na University of the South w Sewanee, gdzie pracował do 1893 roku. W momencie śmierci był ostatnim pełnym generałem wojny secesyjnej. Został pochowany na cmentarzu uniwersyteckim w Sewanee.

## In memoriam
Stan Floryda wzniósł pomnik upamiętniający generała w National Statuary Hall Collection w Waszyngtonie.
Lista budynków uczczona jego imieniem:
- Kirby Smith Middle School w Jacksonville
- Dormitorium Kirby-Smith Hall na Louisiana State University w Baton Rouge
- Budynek administracyjny w Alachua Public School

## Źródła dodatkowe
- Michael Forsyth: The Camden Expedition of 1864 and the opportunity lost by the Confederacy to change the Civil War. McFarland, 2003. ISBN 0-7864-1554-1. (ang.). Brak numerów stron w książce
- Joseph Howard Parks: General Edmund Kirby Smith, CSA. Louisiana State University Press, 1954. ISBN 0-8071-1800-1. (ang.). Brak numerów stron w książce
- LXXI. Lieut.-Gen. Edmond Kirby Smith. W: Edward Albert Pollard: Lee and His Lieutenants: Comprising the Early Life, Public Services, and Campaigns of General Robert E. Lee and His Companions in Arms. New York: E.B. Treat & Co., 1867, s. 765–773. [dostęp 2009-05-21].
- Jeffery Prushankin: A Crisis in Confederate Command: Edmund Kirby Smith, Richard Taylor and the Army of the Trans-Mississippi. Louisiana State University Press, 2005. ISBN 0-8071-3088-5. (ang.). Brak numerów stron w książce
- Stewart Sifakis: Who Was Who In The Civil War, Facts on File. 1989. ISBN 0-8160-2202-X. (ang.). Brak numerów stron w książce